# Алберти, Роберт Арнольд
Роберт Арнольд Алберти (англ. Robert Arnold Alberty; 21 июня
1921, Уинфилд, Канзас — 18 января 2014, Кембридж, Массачусетс) — американский био- и физикохимик. Внёс значительный вклад в современную
термодинамику биологических систем, а также кинетику
ферментативных реакций. Развивал метод
электрофореза. Внедрил в практику исследований ферментативных
реакций различные физико-химические методы, такие как метод ядерного магнитного резонанса, спектрофотометрии, изотопного замещения. Сформулировал
идею о быстром равновесии в реакциях, катализируемых ферментами.

## Биография
Алберти родился в Уинфилде, штат Канзас, но его семья переехала в Линкольн, штат Небраска, когда ему было пять лет. Ещё в детстве проявлял интерес к науке, оборудовав маленькую химическую лабораторию и тёмную комнату для проявления фотографий. В 1939 году Алберти поступил в Университет штата Небраска. Он планировал стать химиком-инженером, но вскоре выяснил, что для этой специальности требуется прохождение длительного курса черчения и геодезии. К тому моменту, однако, он уже изучил геодезию, посчитал ненужным посещение этого курса и выбрал специализацию по химии. Степени бакалавра и магистра Алберти получил в 1943 и 1944 годах соответственно.
После получения степени магистра Алберти продолжил свою работу в университете Висконсина в группе профессора Джека Уильямса, в области выделения новых лекарственных препаратов из плазмы крови с применением электрофореза.
В 1947 году получил степень PhD и одновременно начал преподавать в университете Висконсина. В 1950 году Алберти получил стипендию Гуггенгейма на проведение
исследований в области ферментативной кинетики совместно с Лайнусом Полингом в Калифорнийском технологическом институте. В дальнейшем продолжил эти исследования в своей научной группе в Висконсине. В 1961 году занял должность заместителя декана по науке и публикациям в Висконсине, а в 1963 году стал
деканом Graduate School. В 1965 году становится членом Национальной академии наук США. Позднее, в 1967 году, Алберти также принял предложение стать деканом по науке Массачусетского технологического института. Эта работа впоследствии заняла всё его время, в результате он приостановил
свою научную работу, погрузившись в административную деятельность. Под его руководством в США были организованы новые образовательные программы и школы, проведена реструктуризация образовательной системы, открыты новые исследовательские центры.
В 1975—1977 годах работал в National Research Council’s Human Resources Division. В 1982 году Алберти ушёл с поста декана по научным вопросам и вернулся к исследовательской
деятельности. До 1991 года занимался теоретическими исследованиями термодинамики органических молекул, а с 1991 года вернулся к исследованиям термодинамики и кинетики биохимических процессов. В 1992 году получил звание заслуженного профессора MIT и вышел на пенсию, однако не остановил своей научной работы, которой занимался вплоть до 2011 года, до выхода его последней работы по кинетике ферментативных реакций.
Алберти скончался 18 января 2014 года в Массачусетсе

## Научная деятельность

### Экспериментальная работа
До выпуска из университета его работа была посвящена измерению двумерного давления в плёнках с применением ванны Лэнгмюра. В своей магистерской
дипломной работе он исследовал фазовые равновесия в системе бензол-изобутиловый спирт-вода.
Его исследовательская работа в Висконсине была направлена на выделение новых
лекарственных препаратов из плазмы крови; в частности Алберти использовал
методы ультрацентрифугирования и электрофореза для фракционирования белков
крови и выделял гамма-глобулины (антитела). В своей диссертации он исследовал
размывание границ при электрофорезе гамма-глобулинов.
В период совместной работы с Л. Полингом приступил к работе в области ферментативной кинетики.
Изучал фермент фумаразу, применяя один из первых ДУ спектрофотометров Бекмана с
самописцем, тем самым развивая спектрофотометрический метод анализа в
применении к исследованию ферментов.
Изучение кинетики катализируемых ферментами реакций в 1950х было в состоянии
застоя и состояло в основном в измерении максимальных скоростей и констант
Михаэлиса, часто с использованием ферментов, содержащих примеси, а значение
этих параметров описывалось лишь в рамках схемы Михаэлиса-Ментен,
предложенной много ранее. Детальное изучение влияния pH и температуры, использование
изотопного замещения, рассмотрение различных субстратов и развитие релаксационных методов ещё не были проведены. Алберти был среди немногих из тех, кто увидел эти возможности для исследования с использованием количественных подходов
физической химии; это требовало ферментов высокой степени чистоты,
надёжной теоретической базы и современных экспериментальных методов.
На примере фермента фумаразы в промежуток с 1953 по 1962 год лаборатория Алберти провела множество экспериментальных исследований в области энзимологии, в том числе и прецизионных, впервые
показав, насколько полным может быть рассмотрение стационарной кинетики (steady state), и каким
образом полученные представления могут быть обобщены для широкого круга
ферментативных реакций. В работе использовалось много новых методов, как,
например, метод ЯМР. Среди трудов группы Алберти присутствуют работы, описывающие взаимосвязь константы равновесия реакций со стационарными параметрами, процедуру выделения и очистки кристаллической фумаразы, зависимость стационарных параметров от pH,
,.
Впоследствии Алберти установил, что из зависимостей максимальной скорости от pH и отношения максимальной скорости и константы Михаэлиса от pH можно получить информацию о константах ионизации боковых цепей белковой молекулы, необходимых для каталитической активности. Кроме того, различная зависимость прямой и обратной реакции от pH указала на появление как минимум двух интермедиатов в классической схеме Михаэлиса-Ментен.
В 1957, используя тогда ещё только появившийся метод ЯМР, в группе Алберти показали стереоселективность присоединения воды к двойной связи фумарата.
В 1958 Алберти и Гордон Хаммес заметили, что константа скорости бимолекулярной реакции присоединения субстратов к ферменту оказывается необычно большой и применили теорию диффузионно контролируемых процессов для определения максимальной константы
скорости для этих реакций. Впоследствии было показано, что константы скорости реакций присоединения субстратов и
ингибиторов ко многим ферментам действительно принимают значения, предсказываемые теорией диффузионно контролируемых реакций..
В 1960 Алберти и Хаммес опубликовали статью об исследовании релаксационной кинетики простых ферментативных реакций, впервые использовав эту методику для исследования ферментов.
В 1959 Леонард Пеллер и Алберти представили окончательный анализ, ещё раз показав, какую информацию о кинетике и равновесных свойствах можно получить из стационарной ферментативной кинетики. Представленный анализ механизма с несколькими интермедиатами для односубстратной и однопродуктной реакции является одной из важнейших точек в ферментативной кинетике. Исследователи показали, что константы Михаэлиса и максимальные скорости можно использовать для определения нижнего предела любой из констант скорости в ферментативной реакции, протекающей через образование произвольного числа интермедиатов. Также они показали, что константы ионизации, полученные из стационарной кинетики в общем случае составные, кроме тех, что получены из зависимости отношения максимальной скорости и константы Михаэлиса от pH. Эти зависимости можно использовать для получения выражений для констант ионизации фермента, не содержащих концентраций связанного субстрата, что крайне важно для анализа. Кроме того, эти зависимости должны быть одинаковыми для прямой и обратной реакций. В дальнейшем (1962—1963) Пеллер и Алберти совместно с Виктором Блумфельдом обобщили эту работу на случай многосубстратной ферментативной реакции,

### Теоретические исследования
После окончания своей административной деятельности Алберти вновь занялся исследовательской деятельностью. Начиная с 1982 Алберти преимуществнно занимался теоретической физической и биофизической химией. В период между 1983 и 1991 вышла серия работ, посвящённая термодинамике органических молекул с применением полубольших (semigrand) канонических ансамблей.
В 1992 Алберти начал серию работ о изменении термодинамических свойств биохимических реагентов при определённых значениях pH и концентрации магния. В этой работе он вернулся к своим более ранним исследованиям гидролиза АТФ и попыткам обобщить концепцию связывания лигандов в биологических системах. Он считал, что в биохимической термодинамике необходимо использовать не термодинамические функции, а их преобразования Лежандра, так как pH является независимой переменной, такой же как температура и давление. Его исследования в этой области привели к появлению новых типов термодинамических функций для расчётов кажущихся констант равновесия, теплот химических реакций.
Поздние исследования Алберти в области биохимической термодинамики были посвящены детальному рассмотрению ферментативной кинетики с быстрым равновесием (rapid equilibrium). Он восхищался скоростью развития компьютерной техники и ряда вычислительных пакетов. Свои результаты он суммировал в двух учебных пособиях, вышедших в начала XXI в (см. Основные труды).

## Педагогическая деятельность
Начиная с 1947 г преподавал в университете Висконсина физическую химию. Однако гораздо более ценным и долговечным вкладом в обучение студентов пожалуй являются его учебники по физической химии. В 1949 г. он стал соавтором учебника Experimental Physical Chemistry, лабораторного практикума, ставшего популярным по стране. В 1955 стал соавтором учебника Physical Chemistry вместе с Фэррингтоном Дэниэлсом. Алберти в течение 50 лет участвовал в развитии этого учебника. Во всех своих вариантах за время своего существования этот учебник стал самым популярным по физической химии за все время. Тысячи, возможно, миллионы студентов изучали физическую химию по нему. Каждая новая версия была серьёзным обновлением предыдущей и, таким образом, соответствовала стандартам настоящего времени.

## Административная деятельность
Алберти имел репутацию заботливого советника и куратора студентов и молодых учёных и в конечном итоге в 1961 г. занял должность заместителя декана по науке и публикациям в Висконсине. Декан факультета, Эдвин Янг, был экономистом и полагался на Алберти в научных вопросах. В 1963 г. Алберти стал деканом школы выпускников (Graduate School).
Кроме позиции в Висконсине, Алберти также принял предложение стать деканом по науке в MIT. Эта работа впоследствии заняла все его время, так что он решил остановить исследования и закрыл свою лабораторию. Оказалось, что это было правильным решением, так как следующие несколько лет были очень тяжёлыми как в MIT, так и во многих других школах по стране в связи с обязанностями студентов, касательно войны во Вьетнаме. Его попросили занять позицию административного представителя в комитете студенческого центра — должность, требующую непрерывного внимания. Примерно в то же время MIT был нацелен открыть медицинскую школу; особенный интерес вызывала комбинированная программа «магистр-аспирант» («M.D-PhD.»). Однако национальный институт здравоохранения (National Institutes of Health) поддерживал только уже открытую в Гарварде медицинскую школу; таким образом была сформирована учебная программа по медицине Гарварда-MIT (en:Harvard–MIT Program of Health Sciences and Technology).
	Будучи деканом MIT Алберти принял участие в различных преобразованиях обучающих программ для студентов. Несмотря на свои административные обязанности, он несколько лет преподавал курс биофизической химии и находил немного времени для написания научных статей. Кроме развития сотрудничества по совместной программе Гарварда и MIT, он стоял у истоков центра исследования рака, сейчас институт комплексных исследований рака им. Коха (en:David H. Koch Institute for Integrative Cancer Research) и был первым сопредседателем обменной программы с колледжем Уэллесли (Wellesley College).
В период с 1975—1977 гг Алберти был председателем в National Research Council’s Human Resources Division, которое проводило ежегодные проверки докторантов. Также он работал в комиссии NRC, выпустившей материал по технике безопасности работы в лаборатории (Prudent Practice in the Chemical Laboratories) (1981 г). Ни одно из предыдущих изданий National Academy Press не выпускалось в таком количество копий, в каком была выпущена эта публикация. Кроме того, он возглавлял комиссию, выпустившую материал, описывавший корректные процедуры утилизации веществ в лаборатории (Prudent Practice for the Disposal of Chemicals in the Laboratories). Ещё Алберти занимал должность консультанта Dreyfus Foundation, на которой он в течение 30 лет и способствовал поддержке молодых учёных

## Основные труды

### Учебные пособия
- R. A. Alberty, F. Daniels, J. H. Matthews, J. W. Williams, P. Bender, and G. W. Murphy. Experimental physical chemistry. New York: McGraw-Hill, 1949
- R. A. Alberty, F. Daniels. Physical chemistry, First edition. New York: John Wiley and Sons, 1954
- R. A. Alberty, Thermodynamics of biochemical reactions. Hoboken, NJ: John Wiley and Sons, 2003
- R. A. Alberty, Biochemical thermodynamics: Applications of Mathematica. Hoboken, NJ: John Wiley and Sons, 2006
- R. A. Alberty, Rapid equilibrium applications of Mathematica. Hoboken, NJ: John Wiley and Sons, 2011

### Химическая номенклатура
- R. A. Alberty, A. Cornish-Bowden, R. N. Goldberg, G. G. Hammes, K. Tipton, and H. V. Westerhoff. Recommendations for terminology and databases for biochemical thermodynamics Biophys. Chem. 155:89-103, 2011

## Почести и награды
- Ely Lilly Award, 1965
- Member of National Academy of Sciences, 1965
- Honorary degree of Lawrence college, 1967
- Honorary degree of University of Nebraska, 1967
- Member of American Academy of Arts and Sciences, 1968
- Professor Emeritus at MIT, 1992

## Семья
В 1944 г. он взял в жены Лилиан Уинд, с которой они прожили вместе 66 лет вплоть до её смерти в 2010 году. В семье Алберти было трое детей: дочь Нэнси (род. 18 декабря 1945), сын Стивен (род. 8 апреля 1947), дочь Кэтерин (род. 25 января 1952)

## Интересные факты
- Выделение фермента фумаразы для исследований было непростой задачей. Для этого приходилось посещать скотобойню Оскара Майера с целью получения исходного материала — свежих свиных сердец — и затем проводить трудоёмкую очистку. Сотрудникам лаборатории Алберти приходилось учиться уворачиваться от свиных сердец, которыми в них со смехом кидались мясники, вырезавшие их из туш забитых животных.
- Алберти во время преподавания физической химии студентам всегда держал в комоде много монет, и любой студент, нашедший ошибку в книге Physical Chemistry, получал от него 25 центов.
- Гамма-глобулины (антитела), которые выделял Алберти использовались на фронтах Второй Мировой войны для поддержания иммунитета солдатов